# كين هيساتومي
كين هيساتومي (باليابانية: 久富 賢) (29 سبتمبر 1990 في ساغا في اليابان – )؛ هو لاعب كرة قدم ياباني سابق كان يلعب كلاعب وسط.

## وصلات خارجية
- كين هيساتومي على موقع رابطة كرة القدم اليابانية للمحترفين (اليابانية)
- كين هيساتومي على موقع قاعدة بيانات كرة القدم.إي يو (الإنجليزية)
- كين هيساتومي على موقع Soccerway.com (الإنجليزية)
- كين هيساتومي على موقع عالم كرة القدم.نت (الإنجليزية)